# Hydrochoerus isthmius
Espèce
Synonymes
- Hydrochoeris isthmius Goldman, 1912 (préféré par MSW)

Statut de conservation UICN

 DD  : Données insuffisantes
Le cabiaï de Panama (Hydrochoerus isthmius) est une espèce de rongeurs hystricognathes de la famille des Cavidés ou des Hystricomorpha selon les auteurs. Ce gros rongeur vivant dans les zones humides à l'extrême nord de l'Amérique du Sud et au Panama ressemble beaucoup à l'espèce voisine, le capybara (H. hydrochaeris) qui est le plus gros de tous les rongeurs actuels. Ce sont les analyses génétiques qui ont présidé à la reconnaissance par Mones en 1991 de cette espèce distincte. Très proche, les individus sont toutefois plus petits que l'espèce voisine (autour de 27 kg contre une soixantaine en moyenne) et surtout leur caryotype est différent. Auparavant considérée comme une simple sous-espèce du capybara, les deux espèces peuvent néanmoins s'hybrider, ce qui pourrait compromettre leur survie respective à long terme.
Ce taxon a été décrit pour la première fois en 1912 par le mammalogiste américain Edward Alphonso Goldman (1873-1946).
Synonyme :
- Hydrochoeris isthmius Goldman, 1912 (préféré par MSW)[3]

## Habitat et répartition

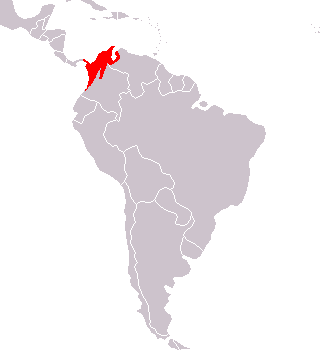
Carte montrant la répartition de Hydrochoerus isthmius au Nord de l'Amérique du Sud et Panama

Comme le Capybara, c'est un mammifère terrestre semi-aquatique. Comme son nom l'indique, on rencontre le Cabiaï de Panama à Panama, mais aussi en Colombie et Vénézuela. Présent dans les réserves de Panama, il est menacé en Colombie par la chasse intensive pratiquée pour sa viande, de même que par la déforestation ou le drainage des marais présents sur son territoire.